# Dosu Bricii, Cluj
Dosu Bricii este un sat în comuna Chiuiești din județul Cluj, Transilvania, România.